# Marie van Ginderdeuren
Marie van Ginderdeuren (Liedekerke, 1570 - Aalst, 1601-1602) was een slachtoffer van de heksenvervolging in Europa. Op last van de schepenbank van Aalst werd ze levend verbrand.

## Biografie
Marie van Ginderdeuren, was de dochter van Cornelis van Ginderdeuren en Barbara Van Opdenbosch uit Impegem (Liedekerke). Ze huwde omstreeks 1595 te Liedekerke met Hans De Kuypere en werd samen met hem in 1597 buitenpoorter van Aalst. Samen hadden ze minstens drie dochters: Barbara, Joanna en Maria. Ze werd in 1601 of 1602 te Aalst verbrand op beschuldiging van hekserij.

## Historisch onderzoek
De 19e-eeuwse historicus Charles Potvin was haar wedervaren in de archieven van de Rekenkamer van Rijsel op het spoor gekomen en behandelde haar executie in zijn boek uit 1861 als één van de gevallen die de omgang met heksenprocessen ten tijde van Albrecht en Isabella in de Zuidelijke Nederlanden illustreerde.
Dankzij het werk van hedendaagse historici Jos Monballyu en Fernand Vanhemelryck die het spoor aangereikt door Potvin overnamen, kwam Marie Van Ginderdeuren zo terecht op de Heksenlijst Vlaanderen.

## Foltering en executie
Baljuw Goethals uit Liedekerke had Marie van Ginderdeuren gearresteerd en opgesloten voor «vaudoiserie» (hekserij). Omdat ze buitenpoorter van Aalst was, verzocht Marie om uitlevering om daar te worden berecht. Een begrijpelijke keuze, aangezien er vijf jaar eerder een golf van gruwelijke heksenvervolgingen in Liedekerke was geweest. Het bleek van de regen in de drop: in Aalst werd Marie van Ginderdeuren één dag en één nacht gegeseld. De foltering van haar buurman Meeus in opdracht van de heer van Pamel had niets aan informatie opgeleverd. Maria van Ginderdeuren bekende zelf wel omgang met de duivel, die naar verluidt ook nog even terugkwam na de marteling.
De schepenen van Aalst opteerden na 28 dagen gevangenis voor het verdict "vuurdood". Marie werd met twee kettingen en met nagels even buiten de stad aan een paal vastgeklonken en de beul had vijftig bundels takken en wat stro voor het vuur van de brandstapel nodig. De baron van Auxy en leenheer van Liedekerke eiste de verbeurdverklaarde goederen op, want zijn baljuw had haar per slot van rekening eerst ‘ontdekt’ en in zijn gevangenis opgesloten, zo leert ons verder nog de baljuwrekening in de archieven van de Rekenkamer van Rijsel.

Potvin, Vanhemelryck en Monballyu situeren de executie tussen 15 maart 1601 en 15 maart 1605 omdat dit de datering van de baljuwrekening in de Rekenkamer van Rijsel is. Aan de hand van een verkoopsakte die Herman Van Isterdael bij zijn gezinsconstructies voor Liedekerke en Okegem kon traceren, kan echter afgeleid worden dat de executie voor 1602 moet hebben plaatsgevonden. In de akte van verkoop van een halve dagwand meers en 19 roeden meers te Liedekerke uit februari 1602 door Hans De Kuypere (de echtgenoot van Marie van Ginderdeuren) aan Henrick Marchant en Johanna Van Stalle lezen we het volgende:
“Ende alsoe alle de goeden, haeve ende erfve toebehoord hebbende wijlent Marie van Ghinderdeuren svercoopers huyssvrouw zijn verbeurt gheweest int regardt dat de selve marie es gheexecuteert gheweest metten viere over tcrijm van tooverije soo hebben de voorsc. scepenen desen coop laten gheschieden als beter ghedaen zynde dan ghelaeten ten respecte dat de voers. marien goeden metten pennighen van desen coopschat zijn ghelost ende gheredimeert gheweest aen mijn heere van Liedekerke metgaders ook aende stadthaudere van den stede van Aelst”